# Tán Nghi Sinh
Tán Nghi Sinh (Chữ Hán: 散宜生), khai quốc công thần Tây Chu, cùng Khương Thượng, Thái Điên, Hoằng Yểu xưng Văn Vương tứ hữu, từng hợp sức cứu Cơ Xương khỏi Triều Ca.
Tán Nghi thị vốn là bộ lạc hùng mạnh ở Phượng Tường, Thiểm Tây ngày nay. Bộ lạc Chu vốn là hậu duệ của nhà Hạ, nhiều lần muốn tiêu diệt nhà Thương. Cơ Xương được bộ lạc Tán Nghi giúp đỡ, từ đó dẫn làm chủ phía bắc, mưu đồ diệt Thương.